# مقاطعة والاس (كانساس)
مقاطعة والاس (بالإنجليزية: Wallace County)‏ هي إحدى المقاطعات في ولاية كانساس، الولايات المتحدة الأمريكية.